# Ocupación de Francia por las Fuerzas del Eje
La ocupación alemana de Francia en la Segunda Guerra Mundial duró desde el 14 de junio de 1940 hasta diciembre de 1944.

## Historia
Como resultado de la derrota de los ejércitos Aliados en la batalla de Francia, el Gabinete francés buscó un cese de las hostilidades con el Tercer Reich. El armisticio se firmó el 22 de junio de 1940 en un vagón de Compiègne. Bajo sus condiciones, el norte y oeste de Francia fueron ocupadas por la Wehrmacht (ejército alemán), el tercio restante del país estaba gobernado por un gobierno francés con sede en Vichy. Además Alsacia-Lorena fueron anexadas por el Tercer Reich como en el periodo 1871-1918.
Cuando los Aliados desembarcaron en el norte de África el 8 de noviembre de 1942, los alemanes e italianos ocuparon inmediatamente la parte libre que quedaba de Francia. La liberación de Francia comenzó el 6 de junio de 1944 con las fuerzas aliadas que desembarcaron el Día D y la batalla de Normandía y terminó en diciembre del mismo año. La misma París fue liberada a las 21:22 horas de la noche del 24 de agosto de 1944, la 9.ª Compañía formada por anarquistas, comunistas y otros exiliados de la España franquista irrumpió en el centro de París por la Porte d'Italie. Al entrar en la plaza del Ayuntamiento, el semioruga español «Ebro» efectuó los primeros disparos contra un nutrido conjunto de fusileros y ametralladoras alemanas. El 25 de agosto de 1944 una avanzada de las fuerzas aliadas, al mando del general Philippe Leclerc entra en París con sus tanques y barre todos los focos subsistentes de la ocupación nazi. Hacia las seis de la tarde, Dietrich von Choltitz, gobernador militar de París por los alemanes, y su Estado Mayor, izan la bandera blanca. Son arrestados, y Von Choltiz es trasladado a la Prefectura de Policía parisina donde, frente al general Leclerc, firma la capitulación de sus tropas.
Más tarde, siempre el día 25, el general Charles De Gaulle, líder de la Francia Libre, entra en la ciudad y pronuncia un fuerte discurso, desde el Hôtel de Ville de París, con sus célebres palabras, «¡París! ¡París ultrajado! ¡París arrasado! ¡París martirizado! ¡Pero París liberado!...».

## Zonas de Ocupación

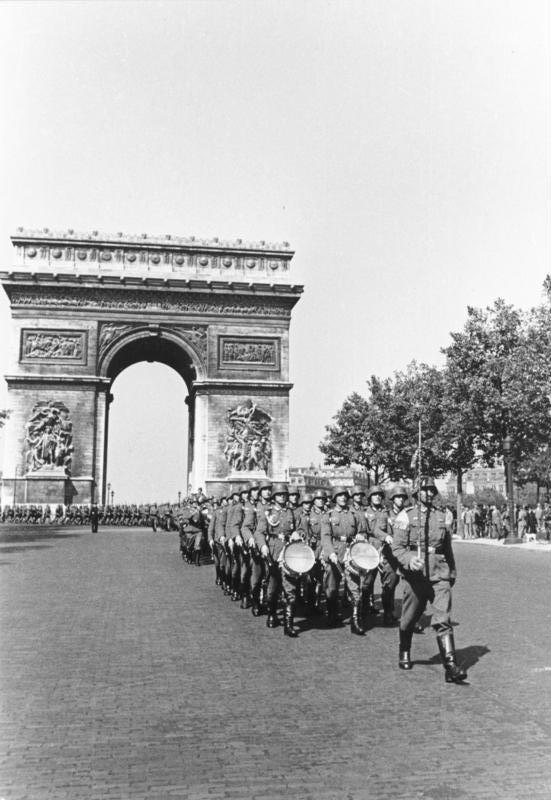
Soldados alemanes marchan junto al Arco del Triunfo en la Avenida de los Campos Elíseos de París, en junio de 1940.

Alsacia-Lorena, que había sido anexionada tras la guerra franco-prusiana de 1871 por el Imperio alemán y devuelta a Francia tras la Primera Guerra Mundial, fue reanexionada por el Tercer Reich (sometiendo así a su población masculina a la conscripción militar alemana). Los departamentos del Norte y del Paso de Calais quedaron adscritos a la administración militar de Bélgica y el Norte de Francia, que también era responsable de los asuntos civiles en la zona interdita de 20 kilómetros de ancho a lo largo de la costa atlántica. Otra "zona prohibida" eran las áreas del noreste de Francia, correspondientes a Lorena y aproximadamente la mitad del Franco Condado, Champaña y Picardía. A los refugiados de guerra se les prohibió regresar a sus hogares, y estaba destinada a los colonos alemanes y a la anexión en el futuro Nuevo Orden nazi (Neue Ordnung).
La zona ocupada (en francés: zone occupée; en alemán: besetztes Gebiet) consistía en el resto del norte y el oeste de Francia, incluidas las dos zonas prohibidas.
La parte meridional de Francia, excepto la mitad occidental de Aquitania a lo largo de la costa atlántica, se convirtió en la zona libre, donde el régimen de Vichy seguía siendo soberano como Estado independiente, aunque bajo una fuerte influencia alemana debido a las restricciones del Armisticio (incluido un fuerte tributo) y la dependencia económica de Alemania. Constituía una superficie de 246.618 kilómetros cuadrados, aproximadamente el 45 por ciento de Francia, e incluía aproximadamente el 33 por ciento del total de la mano de obra francesa. La línea de demarcación entre la zona libre y la zona ocupada era una frontera de facto, que requería una autorización especial y un salvoconducto de las autoridades alemanas para cruzarla.

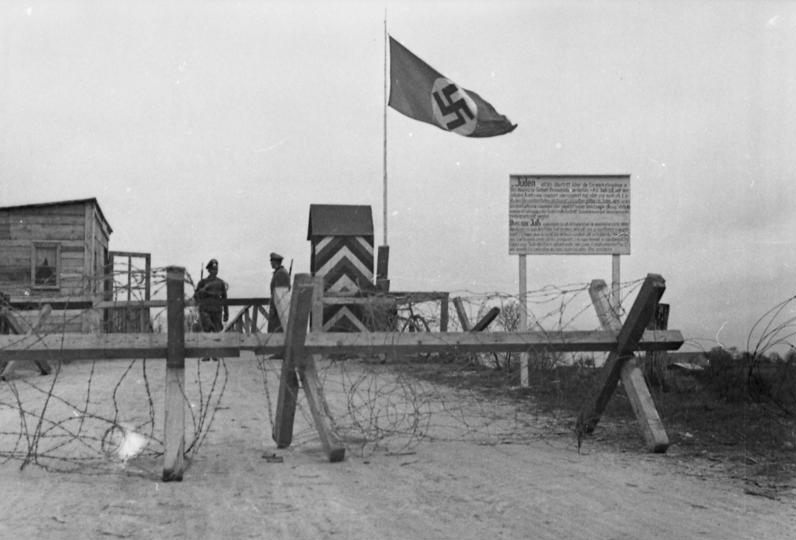
Puesto de control alemán en la Línea de Demarcación, 1941.

Estas restricciones se mantuvieron después de la ocupación de Vichy y de que la zona pasara a llamarse «zona sur» (zone sud), quedando también bajo administración militar en noviembre de 1942.
La zona de ocupación italiana consistía en pequeñas áreas a lo largo de la frontera de los Alpes, y una zona desmilitarizada de 50 kilómetros a lo largo de la misma. Se amplió a todo el territorio de la orilla izquierda del río Ródano tras la invasión, junto con Alemania, de la Francia de Vichy el 11 de noviembre de 1942, a excepción de los alrededores de Lyon y Marsella, que se añadieron a la zona sur de Alemania, y de Córcega.
La zona de ocupación italiana también fue ocupada por Alemania y añadida a la zona sur tras la rendición de Italia en septiembre de 1943, excepto Córcega, que fue liberada por el desembarco de las fuerzas de la Francia Libre y las tropas locales italianas que se convirtieron en cobeligerantes de los Aliados.

## Estructura administrativa
Después de que Alemania y Francia acordaran un armisticio tras las derrotas de mayo y junio, el mariscal Wilhelm Keitel y el general Charles Huntzinger, representantes del Tercer Reich y del gobierno francés del mariscal Philippe Pétain respectivamente, lo firmaron el 22 de junio de 1940 en el claro de Rethondes, en el bosque de Compiègne. Como se hizo en el mismo lugar y en el mismo vagón de ferrocarril en el que se firmó el armisticio que puso fin a la Primera Guerra Mundial cuando Alemania se rindió, se conoce como el Segundo armisticio de Compiègne.

Francia se dividió a grandes rasgos en una zona norte ocupada y una zona sur no ocupada, según la convención del armisticio "para proteger los intereses del Reich alemán". El imperio colonial francés quedó bajo la autoridad del régimen de Vichy del mariscal Pétain. La soberanía francesa debía ejercerse en todo el territorio francés, incluida la zona ocupada, Alsacia y Mosela, pero el tercer artículo del armisticio estipulaba que las autoridades francesas de la zona ocupada tendrían que obedecer a la administración militar y que Alemania ejercería en ella los derechos de una potencia ocupante:
En la región ocupada de Francia, el Reich alemán ejerce todos los derechos de una potencia ocupante. El gobierno francés se compromete a facilitar por todos los medios el ejercicio de estos derechos y a prestar la ayuda de los servicios administrativos franceses a tal fin. El gobierno francés ordenará inmediatamente a todos los funcionarios y administradores del territorio ocupado que cumplan con las normas de las autoridades militares alemanas y que colaboren plenamente con ellas.
La administración militar era responsable de los asuntos civiles en la Francia ocupada. Estaba dividida en Kommandanturen (singular Kommandantur), en orden jerárquico decreciente Oberfeldkommandanturen, Feldkommandanturen, Kreiskommandanturen y Ortskommandanturen. Los asuntos navales alemanes en Francia se coordinaban a través de una oficina central conocida como el Höheres Kommando der Marinedienststellen in Groß-Paris (Mando Supremo de los Servicios Navales en el Área del Gran París) que a su vez respondía a un comandante superior para toda Francia conocido como el Almirante Frankreich. Después del Caso Anton, el mando naval "Almirante Frankreich" se dividió en oficinas más pequeñas que respondían directamente al mando operativo del Grupo Naval Oeste.

## Bombardeos aéreos
Con alrededor de 75 000 civiles muertos y 550 000 toneladas de bombas arrojadas, Francia fue, tras la Alemania nazi, el segundo país del Frente Occidental más dañado por los bombardeados. Los bombardeos aliados fueron particularmente intensos antes y durante la Operación Overlord en 1944.